# Carcassone Montes
I Carcassone Montes sono una formazione geologica della superficie di Giapeto.
Sono intitolati alla città francese di Carcassonne.